# Муайен (остров)
Муайе́н (от фр. moyenne — «средний») — небольшой остров в Индийском океане, относится к Сейшельским островам. Является частью Национального морского парка Сент-Анн.

## География

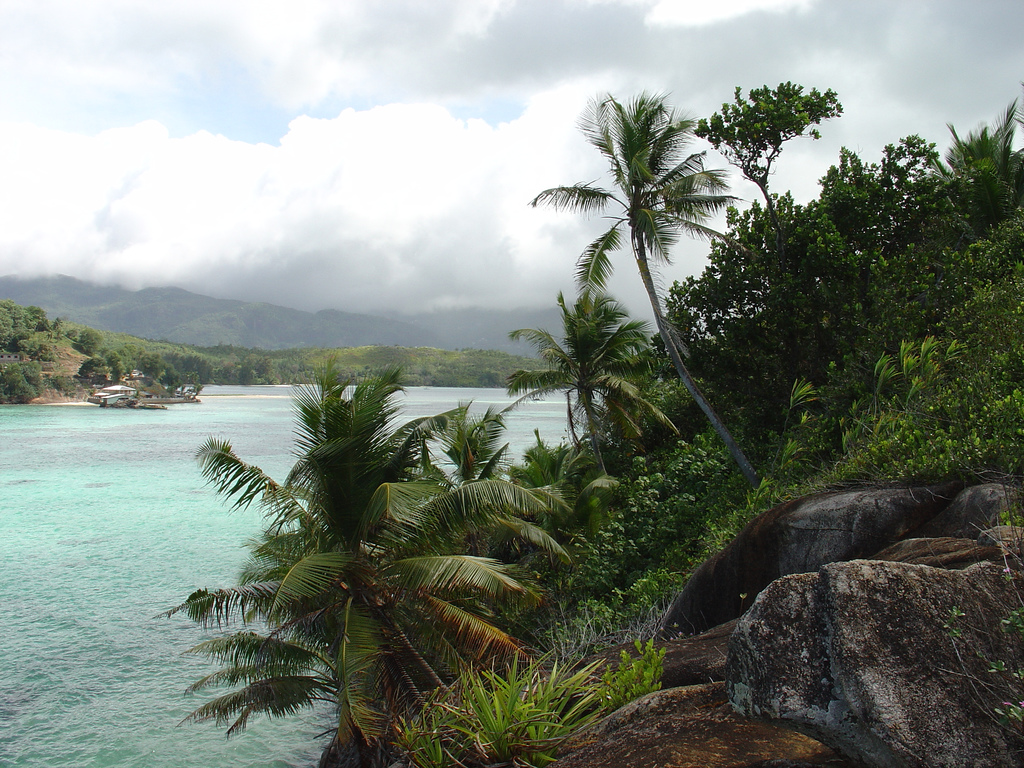
Растительность острова Муайен

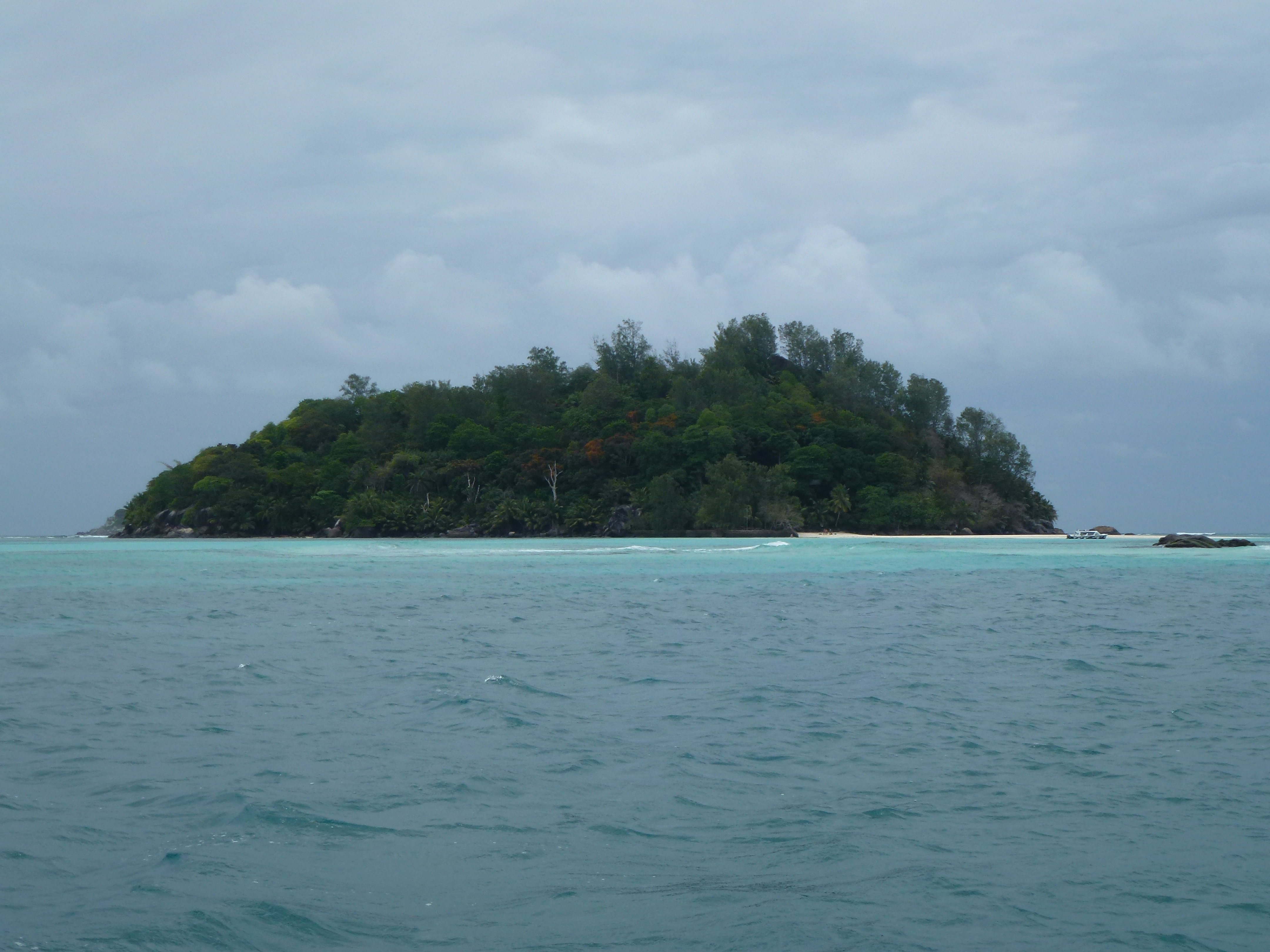

Остров Муайен расположен в 4,5 км к северу от острова Маэ. Административно относится к округу Мон-Флери. Остров относится к так называемым Внутренним Сейшельским островам и является гранитным. Длина острова составляет 480 м, ширина — 300 м.

## История
С 1915 до 1970-х годов остров был заброшен.
В 1962 году его приобрел за 8000 фунтов стерлингов английский журналист Брендон Гримшо, который поселился на острове в 1973 году и до своей смерти в июле 2012 года был единственным жителем острова.
Брендон Гримшо вместе с местным помощником Рене Антуаном Лафортуном приложил огромные усилия, чтобы сделать остров пригодным к проживанию. Гримшо с партнером высадили 16 тысяч деревьев, проложили 4,8 км троп, завезли и вырастили гигантских черепах, популяция которых сейчас составляет 120 особей.
В первую очередь, остров был объявлен природным заповедником и с туристов, которые посещали Муайен, взималась плата в размере 10 фунтов стерлингов (в стоимость посещения входила экскурсия по острову, отдых на пляже и обед в ресторане «Весёлый Роджер»). Кроме ресторана, на острове были устроены небольшой музей, часовня, где на доске выбиты имена всех владельцев острова с 1850 года, и небольшое кладбище на 3 могилы, где похоронен отец Гримшо и двое неизвестных пиратов, по утверждению Гримшо.
В 2008 году острову был официально предоставлен статус Национального парка Сейшел.
По признанию самого Гримшо, он немало времени провёл в тщетных поисках сокровищ, которые могли быть спрятаны на острове французским пиратом Оливье Левассёром.
Брендон Гримшо умер в июле 2012 года. Его приёмный сын Рене Антуан Лафортун умер от рака в 2007 году.